# Alycaulus mikaniae
Alycaulus mikaniae är en tvåvingeart som beskrevs av Rubsaamen 1916. Alycaulus mikaniae ingår i släktet Alycaulus och familjen gallmyggor. Inga underarter finns listade i Catalogue of Life.